# Zoic Studios
Zoic Studios（ゾイック・スタジオ）は、アメリカ合衆国のVFX制作会社。カリフォルニア州カルバー・シティに位置する。エミー賞を受賞している。大作映画、テレビドラマ、CM、ゲーム、広告デザイン、双方向オンラインメディアなどを手掛ける。Zoicという社名は、「命」「進化」などを意味するギリシャ語から付けられた。

## 歴史
2002年にロニー・ペロステレ、クリストファー・ジョーンズ、スティーブ・スコフフィールド、アンドリュー・オーロフ、ティム・マクブライドの5人の出資で設立された。当初はSunset Gower Studiosから引き抜かれた15人で始まった。彼らの最初の作品は『ファイヤーフライ 宇宙大戦争』というテレビシリーズのVFXだった。
2002年9月、彼らは5200平方メートルもある現在のスタジオに移転した。会社は急成長し、社員は150名となった。現在は週に500ものVFXショットを生産している。
2006年、カナダのブリティッシュコロンビア州バンクーバーにZoic BCを設立。40人の社員を雇っている。また、カリフォルニア州ロサンゼルスのノースハリウッドに撮影所を所有している。

## 参加作品

### テレビドラマ
- 2002年～2003年 - ファイヤーフライ 宇宙大戦争 Firefly
- 2002年～2003年 - バフィー ～恋する十字架～(シーズン7) Buffy the Vampire Slayer
- 2002年 - CSI:マイアミ CSI: Miami
- 2003～2006年 - バトルスター・ギャラクティカ Battlestar Galactica
- 2005年～2011年 - CSI:科学捜査班(シーズン5～11) CSI: Crime Scene Investigation
- 2006年 - ユーリカ 〜事件です!カーター保安官〜(シーズン1) Eureka
- 2006年～2008年 - クリミナル・マインド FBI行動分析課(シーズン2～4) Criminal Minds
- 2007年 - 24 -TWENTY FOUR-(シーズン6) 24
- 2007年 - CHUCK/チャック(シーズン1) Chuck
- 2007年 - ジャーニーマン 時空を越えた赤い糸 Journeyman
- 2007年 - ホームタウン 〜僕らの再会〜 October Road
- 2007年 - プッシング・デイジー 恋するパイメーカー(シーズン1) Pushing Daisies
- 2008年 - ターミネーター サラ・コナー・クロニクルズ(シーズン1) Terminator: The Sarah Connor Chronicles
- 2008年 - NCIS ～ネイビー犯罪捜査班(シーズン5) NCIS: Naval Criminal Investigation Service
- 2008年 - FRINGE Fringe
- 2009年 - ドールハウス(シーズン1) Dollhouse
- 2008年～2014年 - トゥルーブラッド True Blood
- 2009年 - ライ・トゥ・ミー 嘘は真実を語る(シーズン1) Lie to Me
- 2009年～2010年 - V V
- 2009年 - ブレイキング・バッド Breaking Bad
- 2009年 - 弁護士イーライのふしぎな日常 Eli Stone
- 2009年 - フラッシュフォワード FlashForward
- 2011年 - PAN AM/パンナム Pan Am
- 2011年～2012年 - フォーリング スカイズ(シーズン1～2) Falling Skies
- 2011年 - ワンス・アポン・ア・タイム Once Upon a Time[2]
- 2012年 - マッドメン(シーズン5) Mad Men
- 2012年～ - ARROW/アロー(シーズン1より) Arrow
- 2013年 - ヘムロック・グローヴ(シーズン1) Hemlock Grove
- 2013年 - THE BLACKLIST/ブラックリスト The Blacklist
- 2014年 - ハンドレッド The 100[3]
- 2014年 - コンスタンティン Constantine
- 2014年 - ハンド・オブ・ゴッド Hand of God
- 2014年 - THE FLASH/フラッシュ The Flash
- 2015年 - スリーピー・ホロウ(シーズン3) Sleepy Hollow
- 2015年 - TRUE DETECTIVE(シーズン2) True Detective
- 2015年 - ウェイワード・パインズ 出口のない街 Wayward Pines[4]
- 2015年 - HOMELAND(シーズン5) Homeland
- 2015年 - リミットレス Limitless
- 2015年 - LUCIFER/ルシファー Lucifer
- 2015年 - クワンティコ/FBIアカデミーの真実 Quantico
- 2015年 - ブラインドスポット タトゥーの女 Blindspot
- 2015年 - 高い城の男 The Man in the High Castle
- 2015年 - 暴走地区-ZOO- Zoo
- 2016年 - タイムレス Timeless
- 2016年 - APB ハイテク捜査網 APB
- 2016年 - ザ・シューター Shooter
- 2016年 - エクソシスト The Exorcist
- 2016年 - X-ファイル(シーズン10) The X-Files
- 2016年 - ゲットダウン The Get Down
- 2016年 - グッド・プレイス The Good Place
- 2017年 - アイアン・フィスト Iron Fist
- 2017年 - サンタ・クラリータ・ダイエット Santa Clarita Diet
- 2017年 - ザ・ディフェンダーズ The Defenders

### 映画
2000年代
- 2004年『ヴァン・ヘルシング』 Van Helsing
- 2004年『デイ・アフター・トゥモロー』 The Day After Tomorrow
- 2004年『スパイダーマン2』 Spider-Man 2
- 2005年『セレニティー』 Serenity
- 2005年『ザスーラ』 Zathura: A Space Adventure
- 2006年『タラデガ・ナイト オーバルの狼』 Talladega Nights: The Ballad of Ricky Bobby
- 2007年『ストンプ・ザ・ヤード』 Stomp the Yard[5]
- 2007年『ラッシュアワー3』 Rush Hour 3
- 2007年『モーテル』 Vacancy
- 2007年『インベージョン』 The Invasion[5]
- 2007年『レジェンド・オブ・ウォーリアー 反逆の勇者』 Pathfinder
- 2008年『ワン・ミス・コール』 One Missed Call
- 2008年『プロムナイト』 Prom Night
- 2008年『ゲット スマート』 Get Smart
- 2008年『俺たちステップ・ブラザース -義兄弟-』 Step Brothers
- 2008年『スーパーヒーロー・ムービー!! -最"笑"超人列伝-』 Superhero Movie
- 2008年『スモーキング・ハイ』 Pineapple Express
- 2008年『ミラーズ』 Mirrors[5]
- 2008年『REC:レック/ザ・クアランティン』 Quarantine
- 2009年『ワイルド・スピード MAX』 Fast & Furious
- 2009年『DRAGONBALL EVOLUTION』 Dragonball Evolution
- 2009年『第9地区』 District 9
- 2009年『オブセッション 歪んだ愛の果て』 Obsessed
- 2009年『ゾンビランド』 Zombieland
- 2009年『ファイナル・デッドサーキット 3D』 The Final Destination
- 2009年『スプラッター・ナイト 新・血塗られた女子寮』 Sorority Row
- 2009年『アーマード 武装地帯』 Armored

2010年代
- 2010年『クレイジーズ』 The Crazies
- 2010年『ハウエルズ家のちょっとおかしなお葬式』 Death at a Funeral
- 2010年『ベスト・キッド』 The Karate Kid
- 2010年『アダルトボーイズ青春白書』 Grown Ups
- 2010年『テイカーズ』 Takers
- 2010年『ピラニア』 Piranha 3D
- 2010年『小悪魔はなぜモテる?!』 Easy A
- 2010年『デビル』 Devil
- 2010年『RED/レッド』 Red
- 2010年『バーレスク』 Burlesque
- 2010年『幸せの始まりは』 How Do You Know
- 2011年『ザ・ルームメイト』 The Roommate
- 2011年『ウソツキは結婚のはじまり』 Just Go With It
- 2011年『赤ずきん』 Red Riding Hood
- 2011年『リミットレス』 Limitless
- 2011年『プリースト』 Priest
- 2011年『ジャンピング・ザ・ブルーム 恋と嵐と結婚式』 Jumping the Broom
- 2011年『ステイ・フレンズ』 Friends with Benefits
- 2011年『ピザボーイ 史上最凶のご注文』 30 Minutes or Less
- 2011年『わらの犬』 Straw Dogs
- 2012年『THE GREY 凍える太陽』 The Grey
- 2012年『魔法の恋愛書』 Think Like a Man
- 2012年『ピラニア リターンズ』 Piranha 3DD
- 2012年『欲望のバージニア』 Lawless
- 2012年『俺のムスコ』 That's My Boy
- 2012年『プレミアム・ラッシュ』 Premium Rush
- 2012年『ウォールフラワー』 The Perks of Being a Wallflower[5]
- 2012年『トワイライト・サーガ/ブレイキング・ドーン Part2』 The Twilight Saga: Breaking Dawn - Part 2
- 2013年『L.A.ギャング ストーリー』 Gangster Squad
- 2013年『ブリングリング』 The Bling Ring
- 2013年『アダルトボーイズ遊遊白書』 Grown Ups 2
- 2014年『ビッグ・アイズ』 Big Eyes
- 2014年『ナイト ミュージアム/エジプト王の秘密』 Night at the Museum: Secret of the Tomb
- 2015年『アベンジャーズ/エイジ・オブ・ウルトロン』 Avengers: Age of Ultron[6]
- 2015年『チャーリー・モルデカイ 華麗なる名画の秘密』 Mortdecai[5]